# Самюэль, Клод
Клод Самюэль (фр. Claude Samuel; 23 июня 1931, Париж — 14 июня 2020, там же) — французский музыковед и музыкальный организатор.
Окончил парижскую Schola Cantorum. С 1958 г. выступал как музыкальный критик. В 1959—1997 гг. сотрудник Радио Франции, в том числе в 1989—1996 гг. — директор его музыкальных программ. В 1965—1972 гг. — художественный руководитель Международного фестиваля современного искусства в Руайяне, затем руководил аналогичным фестивалем в Ла-Рошели, стоял у истоков музыкальных фестивалей в Ренне и Метце. Занимал ряд важных административных постов в области французского музыкального дела, в том числе с 2003 г. — президент Французской федерации музыкальных конкурсов.
Опубликовал несколько книг об Оливье Мессиане, с которым его связывало многолетнее сотрудничество, а также книгу о Сергее Прокофьеве (1960), сборник «Беседы с Мстиславом Ростроповичем и Галиной Вишневской» (1983), очерк об опере Дьёрдя Лигети «Великий Мертвиарх» (1981) и др.